# Exèrcit Popular d'Alliberament de Namíbia
L'Exèrcit Popular d'Alliberament de Namíbia (En anglès: People's Liberation Army of Namibia, més conegut per les seves sigles, PLAN), va ser l'ala militar activa de l'Organització del Poble del Sud-Oest Africà (En anglès: South West Africa People's Organization, SWAPO), el moviment nacionalista de Namíbia més rellevant durant la Guerra de la Independència de Namíbia. El PLAN va ser fundat el 1962 per Sam Nujoma sota el nom d'Exèrcit d'Alliberament del Sud-oest Africà (En anglès: South West Africa Liberation Army, SWALA). El seu objectiu era aconseguir la independència del territori de l'actual Namíbia, aleshores Àfrica del Sud-oest, del domini de Sud-àfrica. Va ser fundat principalment sota els principis del marxisme, anticipant l'adveniment d'un estat socialista. Això s'aconseguiria gràcies al lideratge d'una avantguarda revolucionària consistent en revolucionaris professionals, els quals liderarien la classe obrera en el conflicte de classes. El PLAN es va integrar a la Força de Defensa de Namíbia quan el país africà es va independitzar, el 1990.